# Евдокия Петева-Филова
Евдокия Василева Петева-Филова е българска етнографка и изкуствоведка.

## Биография
Родена е на 21 март 1901 г. в Шумен. Дъщеря е на полковник Васил Петев , военен наставник на княз Борис Търновски и бивш началник на Военното на Н.В. училище, и на Неда Папазова (Папазоглу) от Казанлък. Завършва с отличие Първа софийска девическа гимназия, а през 1918 – 1922 г. следва в Мюнхен и Вюрцбург, където завършва с докторат по история на изкуството и философия. Първоначално работи като учителка в Трета образцова девическа гимназия, а през 1925 г. е назначена за уредник в Народния етнографски музей. Автор е на десетина труда и няколко монографии по българско народно изкуство и занаяти. Изследва българските шевици и народни носии, организира български етнографски изложби в чужбина (в Прага, 1938). Още твърде млада, тя успешно пробва перото си и в областта на критиката на модерното изкуство в България, изявява се в пресата със статии и рецензии за творчеството на български художници. Авторка на първата монография за художника Иван Милев.
През 1932 г. е избрана за дописен член на Българския археологически институт. Дълги години дарява заплатата си от Етнографския музей за благотворителни цели.
Като съпруга на министър-председателя и регента Богдан Филов през 1940 – 1944 г. е близка на Двореца и особено на Царица Йоанна.
След Деветосептемврийския преврат и ареста на Б. Филов, имуществото им е конфискувано от новата власт, а Евдокия Филова е уволнена от Етнографския музей. В семейното им жилище с проф. Б. Филов, на ул. „Кракра“ 26, се настанява сестрата на комунистическата функционерка Лиляна Димитрова. През май 1945 г., заедно с всички близки на осъдените и убити от Народния съд, първо е въдворена в Дулово (1946), а после в Русе и Ловеч. През 1957 г. я преместват в Самоков, където живее почти до смъртта си. Понеже комунистическият режим ѝ забранява да работи официално, тя се издържа с преподаване на уроци по немски и френски. Десетина години в Самоков и в региона издирва оригинални документи и архиви за възрожденския художник и иконописец Никола Образописов. Книгата ѝ за творчеството и личността му е издадена посмъртно от БАН през 1994 г.
Отказват ѝ да се завърне обратно в София, въпреки непрестанните ѝ жалби. Едва в края на живота си тя получава разрешение и се приютява при роднини в София. Умира от хепатит в София в началото на март 1973 г.

## Семейство
Евдокия има две сестри – Мария и Стефания (Фана), и един брат – Ботьо Петев.
На 30 януари 1932 г. Евдокия Петева се омъжва в тесен семеен кръг в Боянската църква за професор Богдан Филов. Двамата нямат деца, родени от брака им.
Близките ѝ я наричали „Кита“. Нейни единствени наследници са сестра ѝ Фана (Стефания Хантова, починала) и племенниците ѝ – Неда Петева и Светла Хантова, която има дъщеря Силвия Хантова.